# Arlington (Waszyngton)
Arlington – miasto w Stanach Zjednoczonych, w stanie Waszyngton, w hrabstwie Snohomish.